# Fredegar Bolger
Fredegar Bolger, apodado El Gordo Bolger debido a su peso, es un personaje secundario de la trilogía de historias de El Señor de los Anillos. Pertenece a la raza de los hobbits. Amigo de Frodo desde la infancia, era de una familia de la Cuaderna del Este de La Comarca, de Bolgovado, Los Campos del Puente.

## Apariciones en el libro
Aparece básicamente en el primer volumen, La Comunidad del Anillo. En él, ayuda a sus amigos Frodo, Sam, Pippin y Merry a escapar de la Comarca sin levantar sospechas. Junto con Merry, transportó los muebles de Frodo hasta su casa de Cricava. Al no querer meterse en problemas, no acompaña a los otros cuatro hobbits en su aventura, quedándose en la casa de Los Gamos en la que supuestamente se instalaba Frodo.
Fue el único que no lo acompañó al viaje del Anillo, pero su labor fue importante ya que ayudó en los preparativos y se quedó en la casa de Cricava con la misión de tratar de mantener el engaño de que Frodo vivía en Los Gamos, hasta había traído ropas viejas de su amigo con las que se vestía y de paso esperaría a Gandalf dándole el mensaje de que los amigos irían por el Bosque Viejo hasta Bree.
Fue en esa función que a la llegada de los Jinetes Negros, que irrumpieron en la casa, Fred salió corriendo de la casa y consiguió llegar a la de los vecinos más cercanos, aunque no fue capaz de explicar lo que pasaba. Los vecinos por su parte pensaron que debía tratarse de un ataque desde el Bosque Viejo y dieron la alarma en Los Gamos al grito de ¡DESPERTAD! ¡FUEGO! ¡PELIGRO! ¡ENEMIGOS! ¡DESPERTAD!. Tras esta acción los Jinetes abandonaron definitivamente la Comarca, pues ya sabían que Frodo había huido con el Anillo.
Finalizada la Guerra del Anillo, y como parte del Saneamiento de la Comarca, encabezó un grupo de rebeldes cuando los bandidos dominaron La Comarca, pero fue tomado prisionero en los Tejones, cerca de las colinas de Scary y encarcelado en Cavada Grande. Fue liberado por Frodo y Pippin después de la Batalla de Delagua, pero el hobbit que encontraron no era ya más el “Gordo” Bolger.

## La película
En la adaptación cinematográfica de Peter Jackson su personaje no aparece tal y como lo hace en el libro, suprimiéndose de la historia sus aportaciones como uno de los "conspiradores" en la marcha de Frodo de La Comarca. Al no aparecer en dichas películas el Saneamiento de La Comarca, tampoco vemos la parte del libro en que Fredegar es rescatado por sus amigos.
Por otra parte, si nos fijamos en la primera película, en la fiesta de Bilbo sale "Gordo", a quién Bilbo saluda y dice estar muy contento de verle.
- Datos: Q1051011